# Saša Stević
Saša Stević, cyr. Саша Стевић (ur. 31 maja 1981 w Prijedorze, Jugosławia) – serbski piłkarz, grający na pozycji pomocnika.

## Kariera piłkarska

### Kariera klubowa
Rozpoczął karierę piłkarską w bośniackich zespołach Rudar Prijedor i FK Borac Banja Luka. W 2001 przeniósł się do serbskiego FK Borac Čačak. W marcu 2006 wyjechał do Finlandii, gdzie bronił barw klubów FF Jaro i IFK Mariehamn. Latem 2008 powrócił do Serbii, gdzie został piłkarzem FK Banat Zrenjanin. Na początku 2010 przeszedł do rumuńskiego Ceahlăul Piatra Neamț, a w czerwcu podpisał kontrakt z ukraińskim klubem Wołyń Łuck. Po zakończeniu sezonu 2012/13 opuścił łucki klub.